# Psychotria hanoverensis
Psychotria hanoverensis là một loài thực vật có hoa trong họ Thiến thảo. Loài này được Proctor miêu tả khoa học đầu tiên năm 1982.